# La Xaranga
La Xaranga va ser una publicació cultural i humorística editada a Igualada l'any 1920.

## Descripció
Portava el subtítol (S.A. Moderna i acurada fabricació setmanal d'un periòdic imprescindible. A partir del núm. 8 (27 novembre), en lloc de (S.A.) hi diu (Revifalla de la S.A.). En els set primers números, també hi ha aquestes frases: Tot bon igualadí, deu fer-ho tot per Igualada i protegir les coses verament igualadines. La cultura d'un poble es mesura pel grau de literatura que té. Un propòsit es sempre bó, mentres no arreli en l'especulació dels seus admiradors.
Els set primers números es van imprimir a la Impremta Moderna i després als tallers de Codorniu. Tenia quatre pàgines, a dues o tres columnes, amb un format de 32 x 22 cm. El primer número va sortir el 10 de juliol de 1920 i l'últim, el 12, el 24 de desembre de 1920.

## Continguts
A l'article de presentació comparaven la publicació amb una empresa i deien “Les nostres manufactures Pessigolles, Humorismes i Pessics seran dintre poc temps les mestreces del mon i les preferides de tots els consumidors que no vulguin formar part de la Lliga..... ploranera, eh!”.
Hi havia comentaris irònics sobre fets locals, acudits i moltes poesies dedicades a noies igualadines.
El 30 d'agost van imprimir una esquela de defunció de la revista, que va estar més de dos mesos sense sortir, però es va reprendre la seva publicació el 27 de novembre.
Tots els articles anaven signats amb pseudònims com Jep del Carril, Xeringa, Mossèn Pollastre i Embolicaquefafort.

## Localització
- Biblioteca Central d'Igualada. Plaça de Cal Font. Igualada (col·lecció completa i relligada).